# Mammoth Hot Springs Hotel
Le Mammoth Hot Springs Hotel est un hôtel américain situé à Mammoth, dans le comté de Park, dans le Wyoming. Situé au sein du parc national de Yellowstone, cet établissement est une propriété contributrice au district historique de Mammoth Hot Springs, un district historique inscrit au Registre national des lieux historiques depuis le 20 mars 2002. Construit en 1936, il accueille 97 chambres et 116 cabines et est opéré par Xanterra Travel Collection.